# Jesús Urrea
Jesús Urrea Fernández (Valladolid, 21 de diciembre de 1946) es catedrático emérito en el departamento de Historia del Arte de la Universidad de Valladolid. Ha sido adjunto al director del Museo del Prado, director del Museo Nacional de Escultura, del Museo Casa de Cervantes y del Museo de la Universidad de Valladolid (MUVa). También ha sido secretario y presidente de la Real Academia de Bellas Artes de la Purísima Concepción de Valladolid.

## Trayectoria profesional
Inició sus estudios universitarios en la Facultad de Filosofía y Letras de la Universidad de Valladolid y cursó la especialidad de Historia del Arte en la Complutense de Madrid, donde se doctoró, en 1976, con su tesis Pintura italiana del siglo XVIII en España realizada bajo la dirección de Alfonso E. Pérez Sánchez, de quien se considera discípulo. Profesor del Departamento de Historia del Arte de la Universidad vallisoletana desde 1970, trabajó con el doctor Juan José Martín González colaborando en trabajos de investigación y de difusión del arte. Profesor Adjunto/Titular de esta Facultad desde 1978 hasta 1987, pasó en esta fecha en comisión de servicios a formar parte de la plantilla del Museo del Prado, siendo nombrado jefe del Departamento de Pintura Italiana. Más tarde, desde 1992 a 1996, obtuvo el cargo de Adjunto a la dirección de la pinacoteca nacional, encargándose de la custodia de los depósitos y comisariado de exposiciones itinerantes.
El 1 de agosto de 1996 fue nombrado director del Museo Nacional de Escultura,  puesto que ocupó hasta su dimisión en el año 2008. A partir de esta fecha volvió a desempeñar su labor docente en la Universidad.
Es académico de número de la Real Academia de Bellas Artes de la Purísima Concepción de Valladolid, de la que ha sido su Presidente desde enero de 2011 a febrero de 2019. Además, es académico de número de la Real Academia de Doctores de España y académico correspondiente de la Real Academia de la Historia, de la Real Academia de Bellas Artes de San Fernando, de la Real Academia Catalana de Bellas Artes de San Jorge, de la Real Academia de Bellas Artes de Santa Isabel de Hungría de Sevilla y de la Academia Nacional de Bellas Artes de Argentina. Así mismo es integrante de los comités científicos de las revistas Academia  (Madrid) y The Sculpture Journal (Londres).
En el ámbito de las exposiciones, durante su etapa en el Prado, fue comisario de las tituladas Carlos III en Italia (Prado), Pintura mexicana y pintura española (México D. F.), Pintores de los reinados de Felipe III, Felipe IV y Carlos II (itinerante por varias ciudades españolas), La pintura madrileña del siglo XVII (Roma) y Los Leoni (Prado).
En relación con sus líneas de investigación, es autor de numerosas publicaciones y artículos científicos sobre arte del renacimiento y barroco, dedicando sus intereses fundamentalmente al estudio de la pintura italiana del siglo XVIII. También se ha ocupado de la pintura barroca madrileña y del coleccionismo, patrocinio real y nobiliario de los siglos XVII y XVIII. Otra línea de investigación ha sido el estudio de la escultura barroca madrileña y castellana, especialmente las figuras de Manuel Pereira y Gregorio Fernández. Por su vinculación con Valladolid ha trabajado en el binomio arte-sociedad relacionado con esta ciudad.

## Premios
- Premio Servir 2017 del Rotay Club[4]
- Premio Trayectoria Artística 2021 de la Diputación de Valladolid[5]

## Publicaciones
- La pintura italiana del siglo XVIII en España, Universidad de Valladolid, 1977[6]
- La Catedral de Valladolid y Museo Diocesano, Ed. Everest, 1978.
- Carlos III en Italia, 1731-1759: itinerario italiano de un monarca español, Ministerio de Cultura, Museo del Prado, 1989.
- Carlos III: soberano y cazador, El Viso, Madrid, 1989.
- La pittura madrilena del secolo XVII, Roma, Carte Segrete, 1991.
- Los Leoni (1509-1608): escultores del renacimiento italiano al servicio de la corte de España, cat. exp., Madrid, Museo del Prado, 1994.
- Pintores del reinado de Carlos II, cat. exp., Vigo, Centro Cultural Caixavigo, 1996.
- Arquitectura y nobleza: casas y palacios de Valladolid, IV Centenario Ciudad de Valladolid, 1996.
- Pintores del reinado de Felipe III, cat. exp., Madrid, Museo del Prado, 1994.
- Pintores del reinado de Felipe IV, cat. exp., Madrid, Museo del Prado, 1994.
- Gregorio Fernández. 1576-1636, cat. exp., Fundación Santander Central Hispano, Madrid, 1999.
- La Catedral de Burgos, Ed. Everest, 2000.
- Pinturas del Museo Nacional de Escultura, El Viso, Madrid, 2001.
- Historia y guía del Museo Casa de Cervantes de Valladolid, Ministerio de Educación, Cultura y Deporte,  Madrid, 2005.
- Relaciones artísticas hispanorromanas en el siglo XVIII, Fundación de Apoyo a la Historia del Arte Hispánico, Madrid, 2006.
- Antonio Joli en Madrid 1749-1754. Fondo Cultural Villar Mir S.L., 2012.
- El escultor Gregorio Fernández 1575-1636 (apuntes para un libro), Servicio de Publicaciones de la Universidad de Valladolid, 2014.
- Pintura barroca vallisoletana [en colab. con Enrique Valdivieso], Servicio de Publicaciones de las Universidades de Valladolid y de Sevilla, 2017.[7]
- Estudios de arte y sociedad en Valladolid (siglos XVI–XIX), Ayuntamiento de Valladolid (Colección de Autores Vallisoletanos), 2020.
- Historia y Patrimonio de la Universidad de Valladolid (Coord.), Ediciones Universidad de Valladolid, Valladolid, 2020.
- El convento de san Pablo de Valladolid, nueva lectura para su recreación, Ediciones Universidad de Valladolid, Valladolid, 2021.[8]
- La catedral de Valladolid. Su historia y patrimonio. Ayuntamiento de Valladolid, Valladolid, 2021.[9]
- Rescatar el pasado. retablos vallisoletanos perdidos, alterados o desplazados [en colab. con Enrique Valdivieso], Ediciones Universidad de Valladolid, Valladolid, 2022.

| Predecesor: Luis Luna Moreno | Director del Museo Nacional de Escultura 1996-2008 | Sucesor: María Bolaños |

| Predecesor: M.ª Ángeles Gutiérrez Behemerid | Director del Museo de la Universidad de Valladolid 2009-2017 | Sucesor: Daniel Villalobos |

| Predecesor: Joaquín Díaz González | Presidente de la Real Academia de Bellas Artes de la Purísma Concepción 2011-2019 | Sucesor: Javier López de Uribe y Laya |